# 1919 유관순
《1919 유관순》은 2019년 3월 14일에 개봉한 대한민국의 다큐멘터리 영화이다.
2019년 7월 제2회 레지스탕스 영화제 ‘저항의 인물사’ 섹션의 상영작으로 출품되었다.

## 줄거리
“너희는 결코 우리를 재판할 수 없다.” 100년 전, 소녀들이 대한독립을 위해 세상에 맞서기 시작했다. 우리가 기억해야 할 그 시절 모든 소녀들의 이름, 그녀들이 남긴 그날의 가장 생생한 기록!

## 캐스팅
- 이새봄 : 유관순 역
- 양윤희 : 어윤희 역
- 김나니 : 권애라 역
- 박자희 : 김향화 역
- 김규리 : 규리 역
- 김무늬 : 심명철 역
- 류의도 : 노순경 역
- 장세아 : 신관빈 역
- 황도원 : 임명애 역
- 문보람 : 이신애 역
- 하희라 : 내레이션 역
- 황현주 : 강기자 역 (특별출연)
- 김광식 : 마쓰자끼 역 (특별출연)
- 오지헌 : 아저씨 역 (특별출연)
- 권영찬 : 오화영 역 (우정출연)
- 김홍표 : 손정도 역 (우정출연)
- 이재주 : 가끼소장 역
- 김진구 : 관순부 역
- 안현정 : 관순모 역
- 전소영 : 장정심 역
- 김려원 : 남동순 역
- 김연희 : 이정수 역
- 한덕호 : 정재용 역
- 정재훈 : 강조원 역
- 전성훈 : 신공량 역
- 서윤호 : 향화부 역
- 곽정화 : 기방행수 역
- 인지영 : 어린향화 역
- 김정호 : 한용운 역
- 서성조 : 손병희 역
- 김성하 : 이승훈 역
- 정우일 : 오은영 역
- 장의돈 : 검사 역
- 게리슨 : 스코필드 역
- 아리아나 : 교장 역
- 박웅선 : 재판장 역
- 이동준 : 헌병대장 역
- 배강민 : 순사 역
- 김시은 : 일경 역
- 봉은선 : 아줌마 역
- 한영은 : 여학생 1 역
- 윤효진 : 여학생 2 역
- 성민근 : 간수 1 역
- 허윤 : 간수 2 역
- 윤영준 : 간수 3 역
- 주재연 : 해방이 역
- 나애진 : 동풍신 역

## 같이 보기
- 2019년 대한민국의 영화 목록
- 영화 <유관순> (1949년)
- 영화 <유관순> (1959년)
- 영화 <유관순> (1966년)
- 영화 <유관순> (1974년)
- 영화 <항거 : 유관순 이야기> (2019년)